# Мусинский, Василий Степанович
Васи́лий Степа́нович Муси́нский (6 [19] января 1907 — 1 июня 1969) — советский деятель лесной промышленности, рамщик, инициатор стахановского движения в лесопильной промышленности Архангельской области.

## Биография
Родился 19 января 1907 года в деревне Верхнее Ведерниково (ныне — на территории Вологодской области Российской Федерации). Трудовую деятельность начал в 1932 году, придя на новостройку первой пятилетки — лесозавод № 16—17 в Архангельске. В начале трудился возчиком, разнорабочим, вершинным пильщиком, а затем рамщиком.
В 1935 году смог добиться больших трудовых успехов, благодаря применению особых методов работы, тем самым положив начало ударничеству в лесной промышленности Северного края. 30 сентября 1935 года ему удалось за одну смену распилить 160 кубометров древесины, вместо установленных 98 кубометров. Впоследствии он продолжил увеличивать скорость работы, вначале добившись результата в 174 кубометра древесины, а позднее — в 313 кубометров. В декабре 1935 года, за выдающиеся успехи в области лесопиления В. С. Мусинский был награждён орденом Ленина. Член ВКП(б) с 1937 года.
С декабря 1937 года работал в должности первого заместителя председателя Архангельского облисполкома. С марта по 22 апреля 1939 года и. о. председателя Архангельского облисполкома. С 1939 г. учился в Лесотехнической академии.
В июле 1941 ушёл в ополчение, политрук, дослужился до звания майора. После окончания Ленинградской лесотехнической академии работал в Министерстве лесной промышленности СССР, а затем с 1958 по 1963 год директором Сокольского деревообрабатывающего комбината (в настоящее время — ЗАО «Солдек»).
Избирался депутатом Верховного Совета СССР 1-го созыва, делегатом XVIII съезда ВКП(б) и VIII Чрезвычайного Всесоюзного съезда Советов, принявшего Конституцию СССР.
Умер 1 июня 1969 года, похоронен на Химкинском кладбище (ныне расположенном на территории Москвы).
Младший брат — Николай Степанович Мусинский, лётчик, Герой Советского Союза.

## Награды
- Орден Ленина (1935);
- медали.

## Память
- Сокольский лесопильно-деревообрабатывающий комбинат (ЛДК) Вологодской области с 1969 года носил имя рамщика-новатора Мусинского.
- В честь Василия Мусинского названа улица в городе Сокол Вологодской области.